# Fylkesväg 862
Fylkesväg 862 (norska: Fylkesvei 862) är en primär fylkesväg i Troms fylke i norra Norge som går mellan tätorten Tromsdalen i Tromsø kommun och byn Straumsbotn i Senja kommun. En kortare sträcka i Tromsø är gemensam med Europaväg 8. Det finns en färjeförbindelse längs vägen, mellan Brensholmen och Botnhamn.
Exklusive färjeförbindelsen samt den kortare sträcka som är gemensam med Europaväg 8 är vägen 112,0 kilometer lång och asfalterad. Den passerar bland annat genom tätorterna Tromsø och Kvaløysletta.
Sträckan mellan Botnhamn och Straumsbotn har status som nationell turistväg (Senja).

## Anslutningar
Fylkesväg 862 ansluter till:
- Europaväg 8 (vid Tromsdalen)
- Europaväg 8 (vid Tromsø)
- Europaväg 8 (vid Tromsø flygplats)
- Fylkesväg 863 (vid Kvaløysletta)
- Fylkesväg 858 (vid Eidkjosen)
- Fylkesväg 861 (vid Stønesbotn)
- Fylkesväg 86 (vid Straumsbotn)

## Bilder

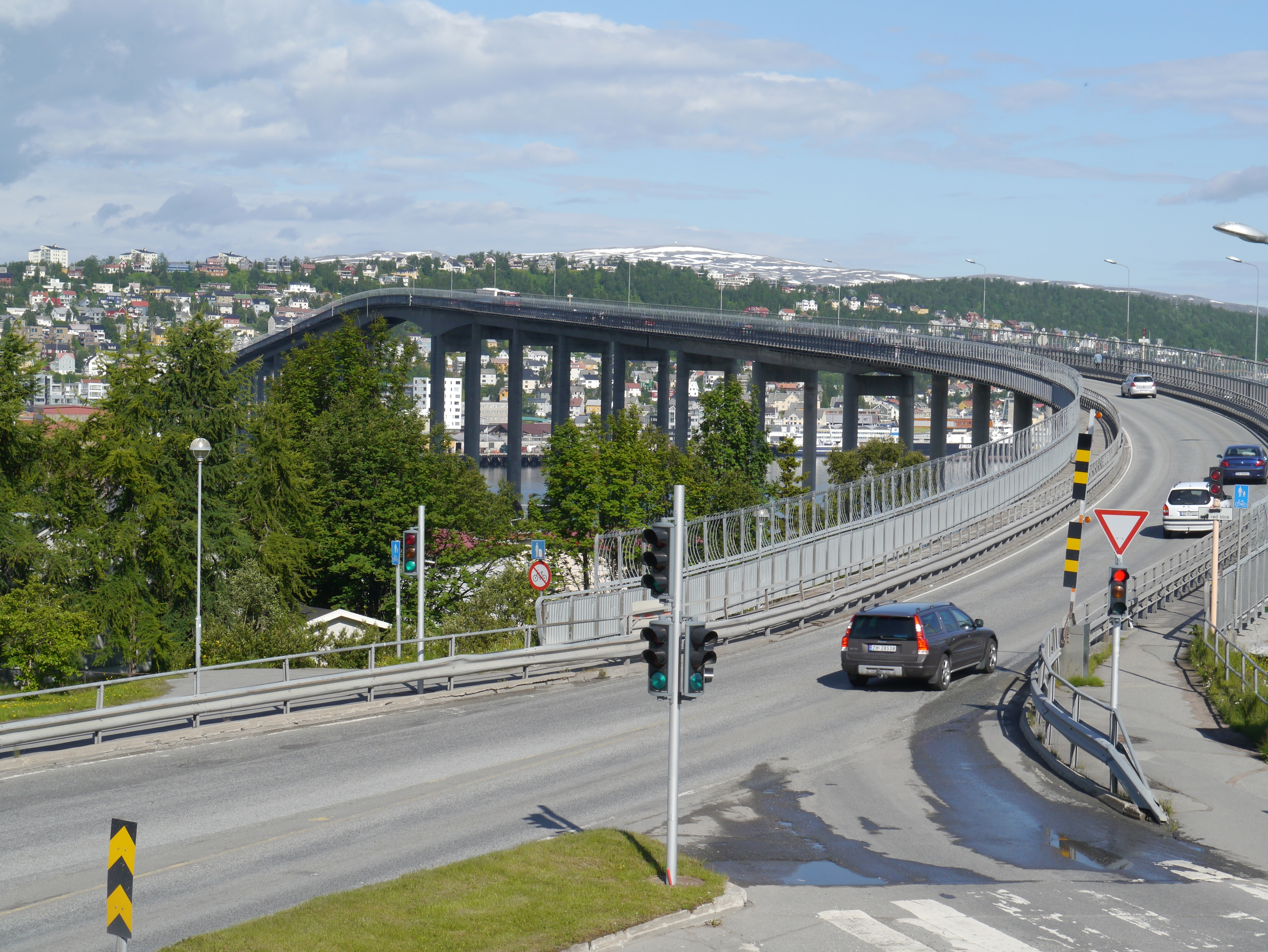
Fylkesväg 862 vid Tromsøbron.
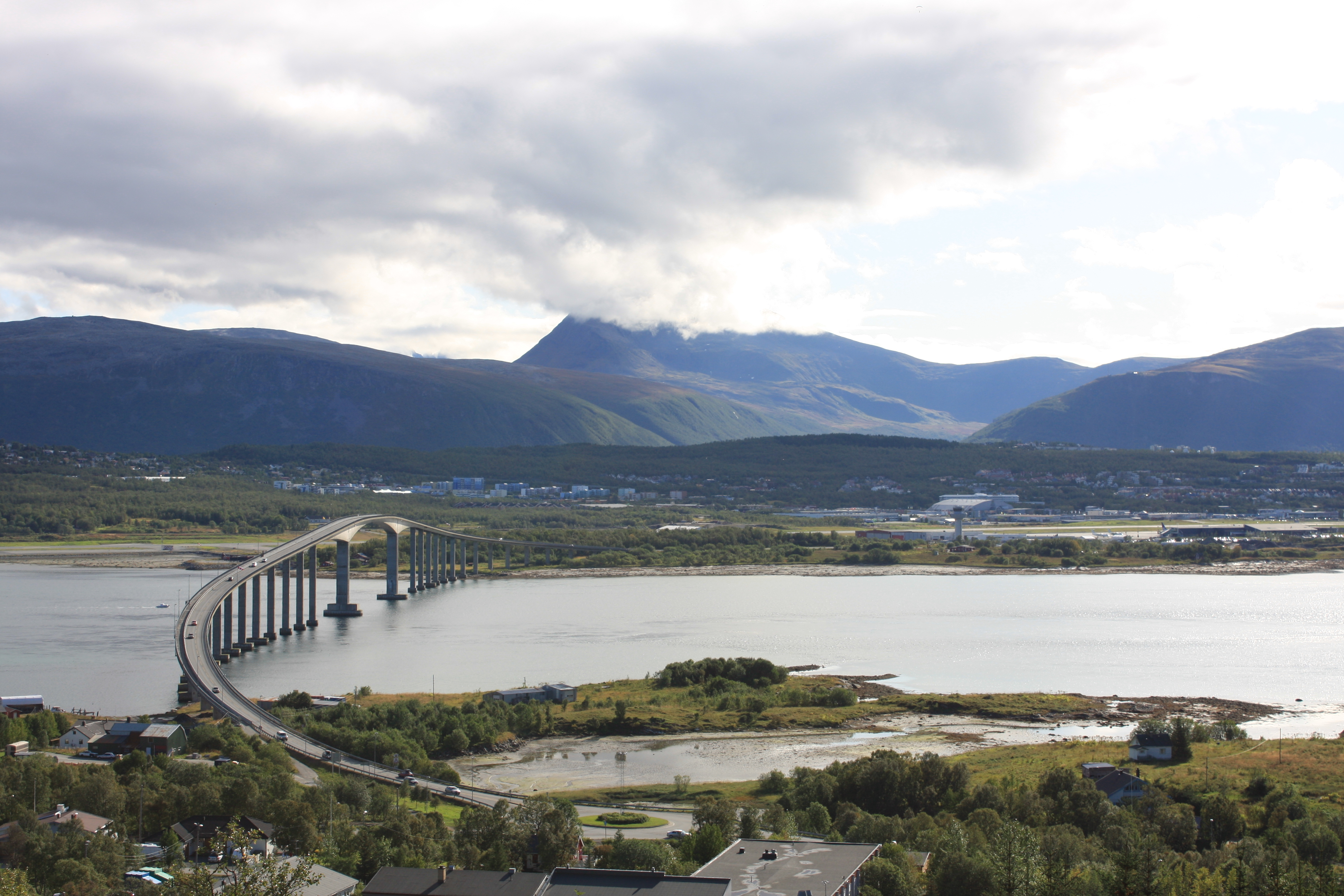
Fylkesväg 862 vid Sandnessundsbron.
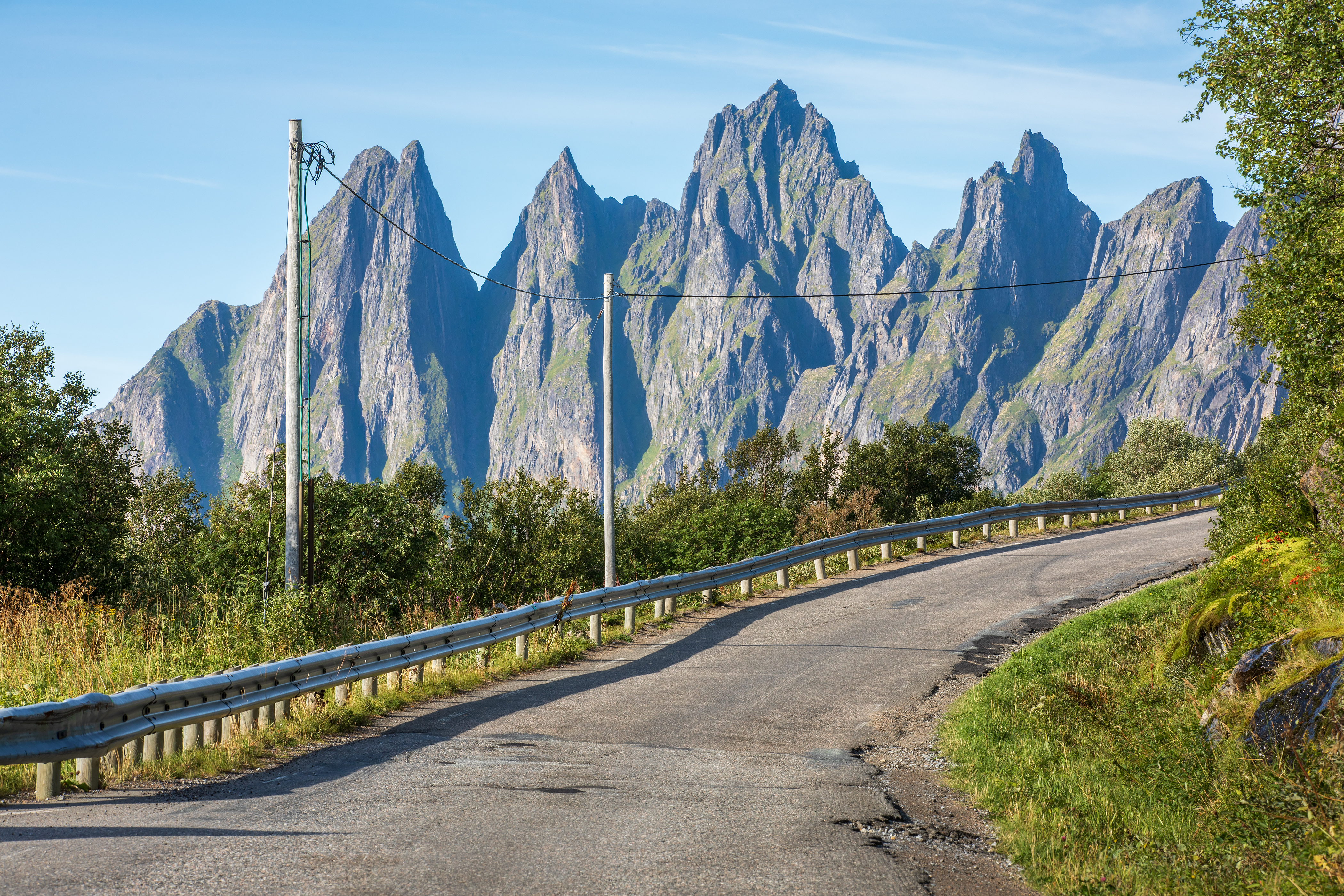
Fylkesväg 862 vid Ersfjorden.
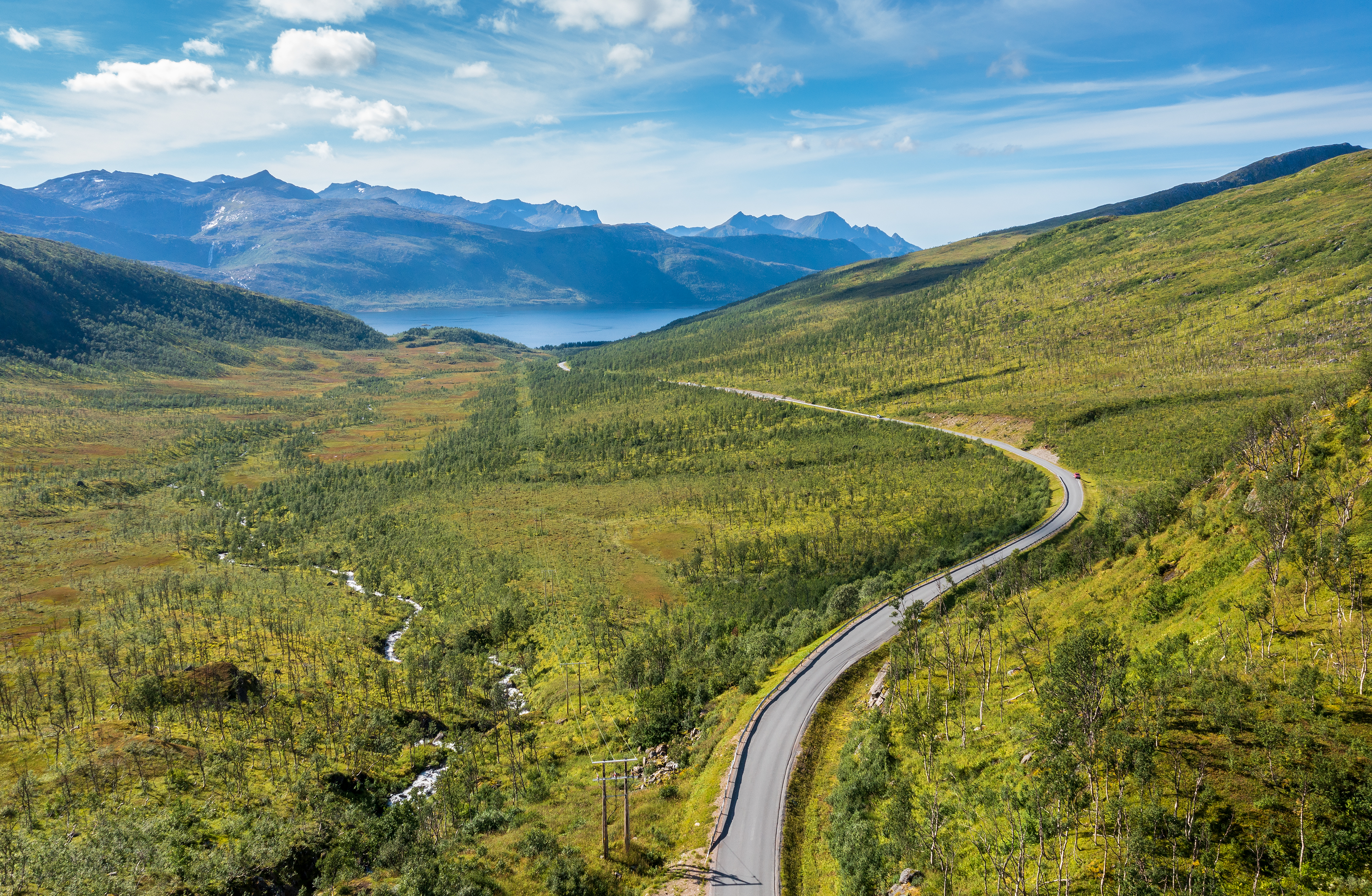
Fylkesväg 862 i Krokelvdalen.